# Alexandre et Campaspe chez le peintre Apelle
Alexandre et Campaspe chez le peintre Apelle est un tableau réalisé vers 1740 par l'artiste italien Giambattista Tiepolo. Cette huile sur toile représente le peintre Apelle faisant le portrait de Campaspe en présence d'Alexandre le Grand, un épisode de l'histoire de la Grèce antique rapporté par Pline l'Ancien dans son Histoire naturelle. Spoliée par le régime nazi, l'œuvre a été conservée au musée du Louvre, à Paris, avant d'être restituée à ses propriétaires légitimes en 1999, vendue aux enchères par Christie's l'année suivante et finalement acquise à cette occasion par le J. Paul Getty Museum de Los Angeles.